# Karl Bischof
Karl Wilhelm Christian Bischof, född 1825, död 1902, var en tysk kemist. Han var son till Gustav Bischof.
Bischof var teoretiker på keramikens område och författade en auktoritativ handbok inom området, Die feuerfesten Thone (1876, 4:e upplagan 1923).